# Sachs Harbour
Sachs Harbour ist ein Weiler mit 122 Einwohnern (Stand: 2006) in der Inuvik Region im Kanadisch-arktischen Archipel in den Northwest Territories, Kanada. Er liegt an der Südwestküste von Banks Island und ist nach dem Schiff Mary Sachs benannt. Dieses gehörte zur Kanadischen Arktisexpedition 1913–1918 unter Leitung von Vilhjálmur Stefánsson und ankerte hier kurz im Jahr 1914. Die zwei vorherrschenden Sprachen sind Inuvialuktun und Englisch.
Sachs Harbour ist die nördlichste Siedlung der Nordwest-Territorien. Sie wird hauptsächlich übers Wasser (im Sommer) und durch die Luft (ganzjährig) vom 523 km südwestlich gelegenen Inuvik oder vom 1200 km südlich gelegenen Yellowknife aus versorgt. Der Weiler ist die einzige permanente Siedlung auf Banks Island. Die Bewohner versorgen sich durch Jagd, Fischfang und in geringem Maße durch Tourismus. Es gibt jeden Frühling eine Gänsejagd. Banks Island beheimatet die größte Gänsekolonie in Nordamerika.

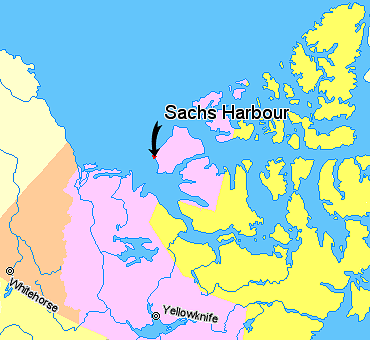
Lage von Sachs Harbour in den Northwest Territories, Kanada

Sachs Harbour liegt in der arktischen Tundra, die durch lange, extrem kalte Winter charakterisiert ist. Da viele Bewohner sich mit Fischen, Jagen und Reisen beschäftigen, haben sie ein erhebliches Wissen über Wetterbedingungen, Permafrost und sogar Erosionen. Aufgrund des Klimawechsels in den letzten Jahren ist das Wetter allerdings schwerer vorherzusagen. Der Klimawandel führt zu früher abbrechendem Eis und damit zu weiter südlich siedelnden Robben. Die Robben sind neben Moschusochsen die Hauptnahrungsquelle der Stadt. Lachs wurde zwischen 1999 und 2001 das erste Mal gesichtet und auch neue Vogelarten einschließlich Wanderdrossel und Rauchschwalbe, Fliegen, das Barrenground-Karibu und der Eisbär wurden mittlerweile auf der Insel gesichtet. Am 26. April 2006 wurde in der Nähe des Ortes der erste bekannte, in Freiheit geborene, Grizzly-Eisbär-Mischling erlegt.
Öl- und Gasvorkommen könnten für einige Jahre Arbeitsplätze für Sachs-Harbour-Einwohner bieten – nach Schätzungen gibt es in der Beaufort Sea vier bis zwölf Milliarden Barrel Öl und bis zu 1800 km³ Erdgas. Umweltschützer befürchten eine Gefährdung des vor Sachs Harbour lebenden und gefährdeten Grönlandwals.
In Sachs Harbour sind 2 Polizisten der Royal Canadian Mounted Police stationiert. Es gibt auch ein Gesundheitszentrum mit einer Krankenschwester.